# Tehama (California)
Tehama, fundada en 1906 es una ciudad y sede de condado del condado de Tehama en el estado estadounidense de California. En el año 2000 tenía una población de 432 habitantes y una densidad poblacional de 205.7 personas por km².

## Geografía
Tehama se encuentra ubicada en las coordenadas 40°1′28″N 122°7′26″O / 40.02444, -122.12389. Según la Oficina del Censo, la ciudad tiene un área total de 2,1 km² (0,8 mi²), de la cual 2,1 km² (0,8 mi²) es tierra y 0 km² (0 mi²) (0%) es agua.

## Demografía
Según la Oficina del Censo en 2000 los ingresos medios por hogar en la localidad eran de $27,500, y los ingresos medios por familia eran $35,125. Los hombres tenían unos ingresos medios de $25,333 frente a los $21,667 para las mujeres. La renta per cápita para la localidad era de $13,044. Alrededor del 16.6% de la población estaban por debajo del umbral de pobreza.